# Оберландер, Корнелия
Корне́лия Хан Оберла́ндер (англ. Cornelia Hahn Oberlander, урождённая Корне́лия Хан нем. Cornelia Hahn; 20 июня 1921, Мюльхайм-ан-дер-Рур — 22 мая 2021) — канадский и американский ландшафтный архитектор немецко-еврейского происхождения, проживающая в Ванкувере. Участвовала в проектировании многих значимых зданий в Канаде и США, в частности Площади Робсона и в комплекса судебных зданий в Ванкувере, Лайбрари-сквера Ванкуверской публичной библиотеки, Национальной галереи Канады, здания посольства Канады в Вашингтоне, Музея антропологии Университета Британской Колумбии и здания Законодательного собрания Северо-Западных территорий в Йеллоунайфе. Глава фирмы Cornelia Hahn Oberlander Landscape Architects. Компаньон ордена Канады (2017).

## Биография

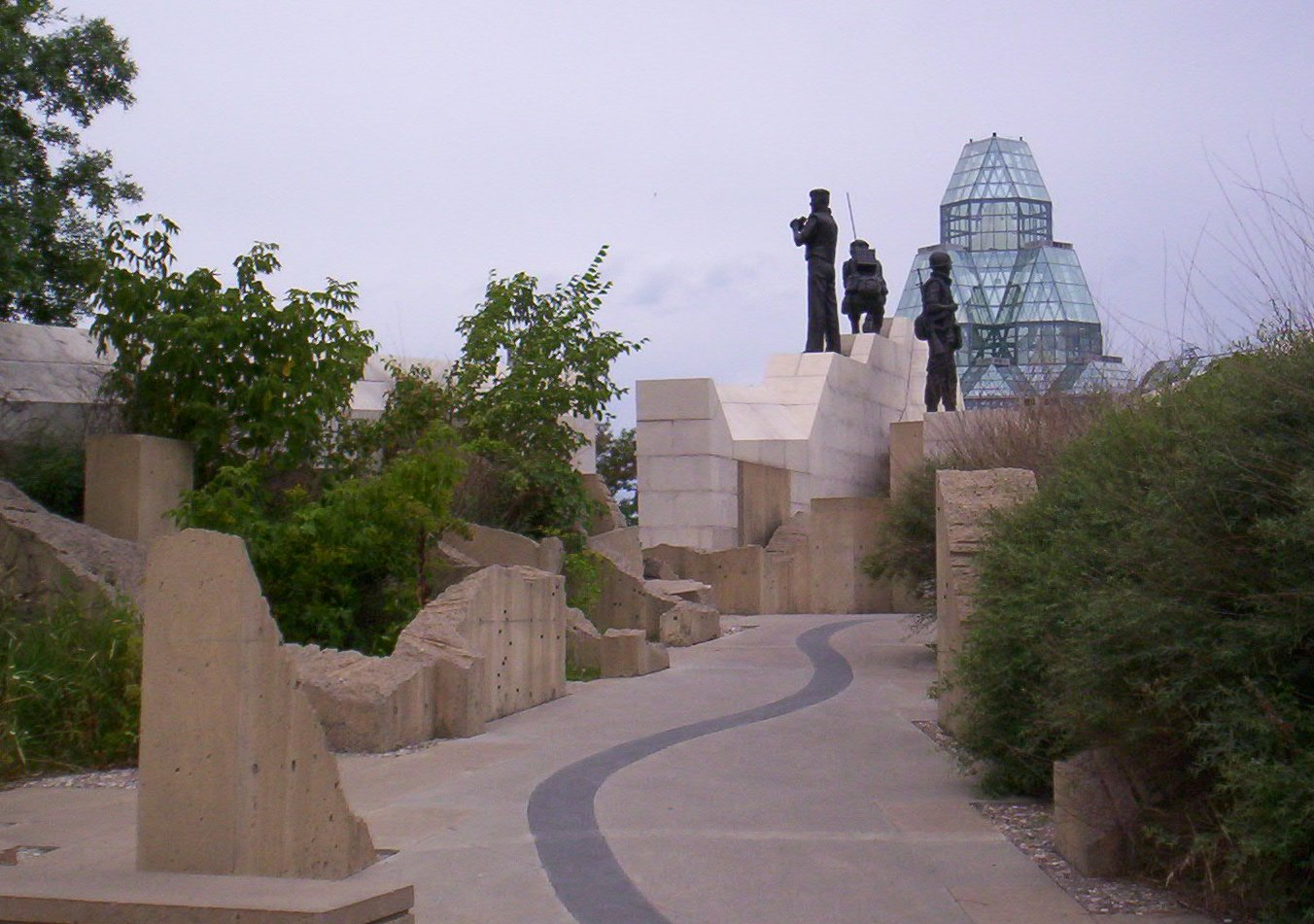
Ландшафт вокруг Памятника миротворцам в Оттаве, дизайн которого разработан Корнелией Оберландер

Корнелия Хан родилась 20 июня 1921 года в городе Мюльхайм-ан-дер-Рур, Германия, в еврейской семье. Мать Корнелии, Беата Хан, была садоводом и автором детских книг по садоводству: именно она воспитала у будущего архитектора глубокую любовь к природе. В интервью, данном немецкой журналистке Мехтильд Манус, Корнелия призналась, что решила стать ландшафтным архитектором в 11 лет, после того, как посетила мастерскую местного художника и увидела там роспись, изображающую реку Рейн и вымышленный город на ней. Она спросила художника, что означают зелёные пятна на этой росписи, на что тот ответил, что это парки. После этого случая Корнелия заявила матери, что хочет создавать парки, и в дальнейшем твёрдо решила стать ландшафтным архитектором.
В 1938 году, после Хрустальной ночи, 18-летняя Корнелия, вместе с сестрой и матерью, бежала в Великобританию. Чуть позже, в 1939 году, они эмигрировали в США. Ханы обосновались в штате Нью-Гэмпшир. Там они приобрели ферму, где работала и Корнелия.
В 1944 году Корнелия окончила Колледж Смит, получив степень бакалавра, а в 1947 году стала одной из первых женщин, окончивших Высшую школу дизайна Гарвардского университета по специальности ландшафтная архитектура. В 1953 году она вышла замуж за Питера Оберландера.
Оберландер работала с Луисом Каном и Оскаром Стоноровым в Филадельфии, а затем с ландшафтным архитектором Дэном Кайли в Вермонте. В 1953 году она переехала с мужем в Ванкувер, где основала небольшую фирму (ныне — Cornelia Hahn Oberlander Landscape Architects). В Ванкувере Оберландер заинтересовалась движением современного искусства, возглавляемым Берти Биннингом и Недом Праттом, которые объединили искусство и архитектуру, чтобы установить связи между городским ландшафтом и окружающей природой.
Первые годы карьеры Оберландер были посвящены проектированию ландшафтов для игровых площадок и кварталов социального жилья, Первым таким проектом стала игровая площадка, разработанная в 1951 году для проекта общественного жилья Луиса Кана и включавшая огород и фруктовое дерево. Также она спроектировала игровые площадки для района социального жилья в Maclean Park и для террасы Skeena на магистрали Локхид (последняя включала в себя огород). Но наиболее известные из подобных проектов Оберландер — павильон правительства Канады, детский творческий центр и игровая площадка для Всемирной выставки 1967 года в Монреале. При участии Оберландер была создана Национальная рабочая группа по играм (англ. National Task Force on Play.
В 1999—2000 годах в Художественной галерее Ванкувера была проведена выставка «Под занавес этого века» (англ. Out of This Century), для которой Оберландер и пять других ванкуверцев отобрали наиболее значимые произведения художников города за вторую половину XX века.
Позже Оберландер начала заниматься и другими, более масштабными проектами, приняв участие в разработке многих значимых зданий США и Канады. При работе над любым проектом уделяет большое внимание экологии.
Я мечтаю о зеленых городах с зелеными зданиями, где сельский и городской образ жизни сосуществуют в гармонии. [...] Моей целью было достижение идеального баланса между формой здания и землёй. Это может быть сделано только в том случае, если люди всех наших профессий, связанных с дизайном, будут сотрудничать и тем самым вместе демонстрируют свою значимость в решении огромных проблем развития, стоящих перед нашими всё более загруженными городскими районами.
Корнелия Оберландер и её муж Питер активно развивали культурные связи Канады с Израилем. Впервые они посетили Израиль в 1962 году для участия в конгрессе Международной федерации ландшафтных архитекторов, позже посещали страну для изучения израильских ирригационных систем. С 1979 года супруги Оберландеры были руководителями ряда программ при Еврейском университете в Иерусалиме. В частности ими были организованы курсы канадоведения при университете, доставка в Израиль канадских учебников, помощь в размещении переселенцев из Северной Африки и Грузии, а также восстановление исторических зданий университетского кампуса.
Оберландер была избрана в Совет Канадского общества ландшафтных архитекторов (1981) и Совет Американского общества ландшафтных архитекторов (в 1992 г.).

## Семья
Корнелия Хан Оберландер была замужем за Питером Оберландером — также архитектором, доктором философии в области регионального планирования. По происхождению Оберландер был австрийским евреем, бежавшим из Австрии в преддверии аншлюса. Корнелия познакомилась с ним на школьном пикнике в Гарварде. Они поженились в 1953 году, в браке родилось трое детей. Питер Оберландер скончался 27 декабря 2008 года.

## Проекты

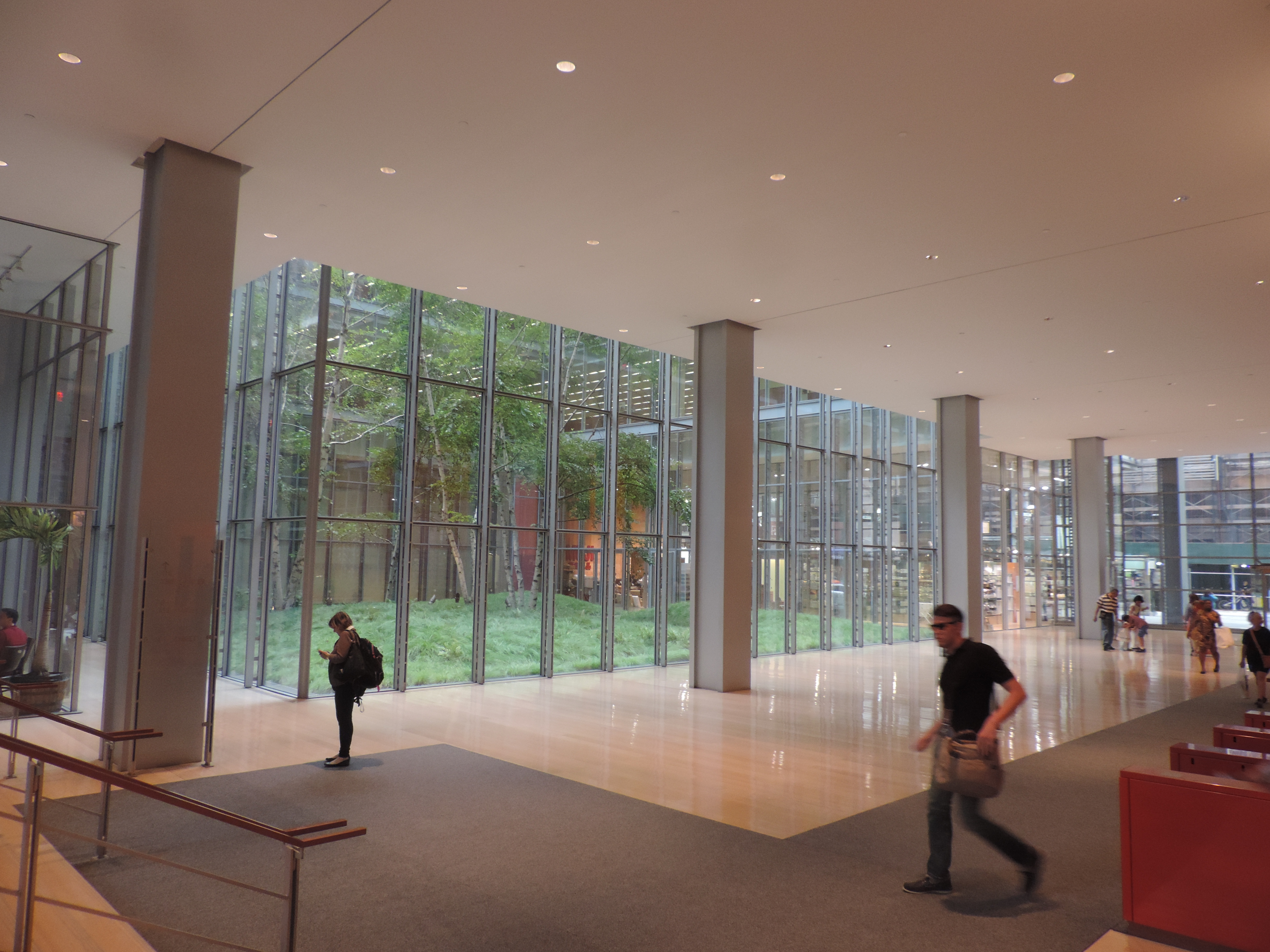
Сад на первом этаже Нью-Йорк-Таймс-билдинг

Корнелия Оберландер занималась ландшафтным дизайном многих сооружений и зданий, в том числе:
- 70 детских площадок в Канаде
- Детская площадка 18th & Bigler St. в Филадельфии
- Cherokee Apartments в Филадельфии
- Международный аэропорт Филадельфии
- Генеральный план Колледжа Смит (1997)
- Оттавская ратуша (вместе с Моше Сафди, 1989—1994[14])
- Атриум New York Times Building, включающий вечнозеленый ковер из осок, папоротников и нескольких берез[15] (совместно Ренцо Пиано и HM White Site Architects, 2002)
- Ботанический сад Еврейский университета в Иерусалиме (2004)
- «Зеленая крыша» посольства Канады в Германии (совместно с KPMB Architects[англ.], 1999—2005)
- Здание Чхён Кхок Чхоя[англ.] для Института азиатских исследований[англ.] Университета Британской Колумбии (совместно с Matsuzaki Wright Architects, 1996)
- Либрери-сквер, Ванкуверская публичная библиотека (совместно с Моше Сафди, 1995)
- Ванкуверская центральная больница[англ.]
- Здание Законодательного собрания Северо-Западных территорий[англ.], Йеллоунайф, с Matsuzaki/Wright Architects (1995)
- Посольство Канады в США (совместно с Артуром Эриксоном, 1989)
- Национальная галерея Канады в Оттаве (совместно с Моше Сафди, 1988)
- « Деревья в городе» (совместно с Айрой Найделом[англ.] и Лесли Р. Бомом, 1977)
- Музей антропологии[англ.] Университета Британской Колумбии (совместно с Артуром Эриксоном и Stantec Architecture, 1976 и с 2003)
- Памятник миротворцам[англ.], Оттава (1992)
- Площадь Робсона[англ.] и комплекс судебных зданий[англ.] (совместно с Артуром Эриксоном, 1974—1983 и с 2003)
- Ботанический сад Ван Дусена (совместно с Питером Басби, проект Центра посетителей и Perkins and Will[англ.], 2011)

## Награды
- 1981 — член Канадского общества ландшафтных архитекторов[12]
- 1990 — член ордена Канады[16]
- 1991 — почётный доктор Университета Британской Колумбии[17]
- 1992 — член Американского общества ландшафтных архитекторов[18]
- 1992 — медаль «В память 125-летия Канадской конфедерации»[англ.]
- 1995 — Allied Medal, Королевский архитектурный институт Канады[англ.]
- 2001 — почётный доктор Университета Райерсона
- 2002 — почётный доктор Колледжа Смит
- 2004 — почётная премия Общества друзей Канады Еврейского университета в Иерусалиме
- 2005 — почётный доктор Университета Саймона Фрейзера
- 2008 — почётный доктор Университета Макгилла
- 2008 — почётный доктор Университета Дэлхаузи
- 2009 — офицер ордена Канады[16]
- 2011 — премия Международной федерации ландшафтных архитекторов имени сэра Джеффри Джеллико[англ.]
- 2012 — медаль Американского общества ландшафтных архитекторов[19]
- 2015 — национальная премия «Дизайн для жизни» имени Дэвида Марголса[англ.][20]
- 2016 — медаль генерал-губернатора в области ландшафтной архитектуры[21]
- 2016 — член ордена Британской Колумбии[англ.][22]
- 2017 — компаньон ордена Канады
- 2017 — медаль Фонда ландшафтной архитектуры